# Helveți

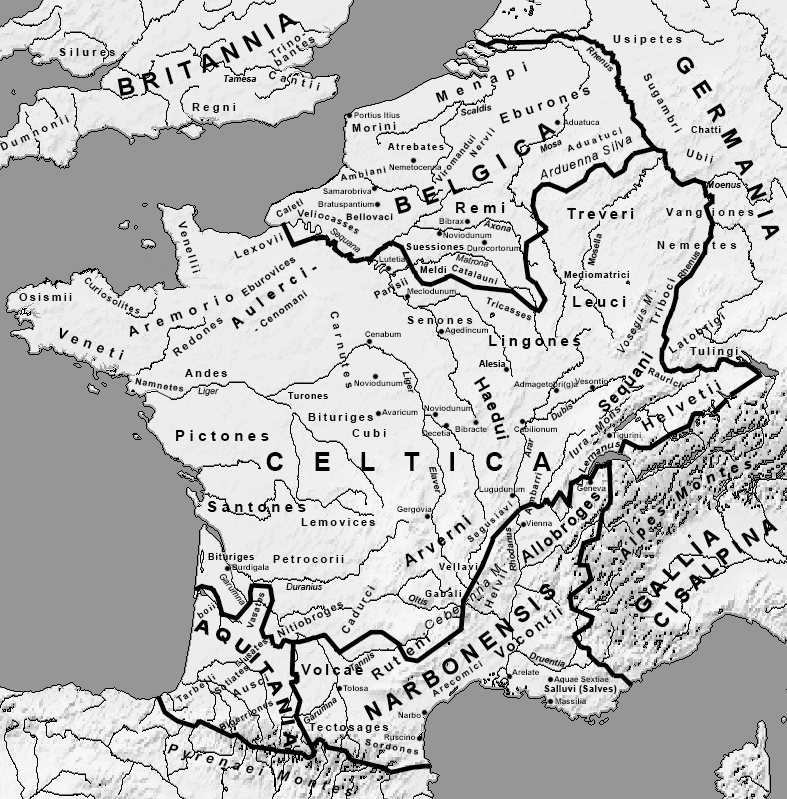
O hartă a Glaiei în secolul I î.Hr, arătând poziția relativă a triburilor celtice.

Helveții reprezentau un important popor celtic, locuind teritoriul care corespunde cu Elveția de azi. După Caesar, ei îi întreceau în curaj, virtus, pe ceilalți gali, deoarece se luptau zilnic cu germanii. Comandantul lor, Orgetorix, i-a îndemnat să-și părăsească ținuturile și să emigreze în masă. Timpul de pregătire a fost de doi ani: ei și-au cumpărat căruțe, au semănat grâu, au legat prietenii cu haeduii, o altă populație celtică, așezată între fluviile denumite azi Loara și Sena, și având capitala la Bibracte.
În anul 58 î.Hr., au plecat după ce și-au incendiat orașele și satele. Caesar a încercat să-i oprească în bătălia de la fluviul Arar pe care helveții încercau să-l treacă cu plutele.